# Championnats du monde de VTT marathon 2004
Navigation
2003 2005
Les championnats du monde de VTT marathon 2004 ont lieu à Bad Goisern am Hallstättersee en Autriche le 11 juillet 2004. La distance à parcourir est de 105 km pour les hommes et les femmes.

## Classements

### Hommes
| Pos | Nom                 | Pays      | Temps           |
| --- | ------------------- | --------- | --------------- |
| 1   | Massimo de Bertolis | Italie    | 4 h 37 min 32 s |
| 2   | Thomas Dietsch      | France    | + 2 min 20 s    |
| 3   | Bart Brentjens      | Pays-Bas  | + 2 min 37 s    |
| 4   | Martin Kraler       | Autriche  | + 3 min 52 s    |
| 5   | Dario Acquaroli     | Italie    | + 4 min 45 s    |
| 6   | Marzio Deho         | Italie    | + 6 min 0 s     |
| 7   | Stefan Sahm         | Allemagne | + 10 min 37 s   |
| 8   | Alban Lakata        | Autriche  | + 11 min 15 s   |
| 9   | Karl Platt          | Allemagne | + 11 min 48 s   |
| 10  | Carsten Bresser     | Allemagne | + 12 min 23 s   |

### Femmes
| Pos | Nom                  | Pays       | Temps           |
| --- | -------------------- | ---------- | --------------- |
| 1   | Gunn-Rita Dahle      | Norvège    | 5 h 28 min 12 s |
| 2   | Irina Kalentieva     | Russie     | + 19 min 44 s   |
| 3   | Blaza Klemencic      | Slovénie   | + 21 min 32 s   |
| 4   | Andrea Huser         | Suisse     | + 23 min 34 s   |
| 5   | Doris Posch          | Autriche   | + 27 min 18 s   |
| 6   | Daniela Louis        | Suisse     | + 32 min 36 s   |
| 7   | Dolores Mächler-Rupp | Suisse     | + 33 min 53 s   |
| 8   | Martina Deubler      | Autriche   | + 37 min 58 s   |
| 9   | Susan Haywood        | États-Unis | + 40 min 18 s   |
| 10  | Anna Ferrari         | Italie     | + 40 min 46 s   |